# Chaetomitrium speciosum
Chaetomitrium speciosum là một loài Rêu trong họ Hookeriaceae. Loài này được (Sull.) Mitt. mô tả khoa học đầu tiên năm 1873.